# Andreas Kiendl
Andreas Kiendl (né le 31 décembre 1975 à Graz) est un acteur autrichien.

## Biographie
Avant d'entrer à la Hochschule für Musik und darstellende Kunst de Graz, il étudie la chimie. Dès 1996, il obtient des engagements au Grazer Theater im Bahnhof, au Steirischer herbst (de) et au Landestheater Linz (de)
Il commence à apparaître sur les écrans en 2003. De 2006 à 2009, il est présent dans la série SOKO Kitzbühel (de).

## Filmographie (sélection)
- 2004: Antares
- 2004: Nacktschnecken
- 2006: Trois jours à vivre
- 2006: Kotsch (de)
- 2006: Slumming
- 2006-2009: SOKO Kitzbühel (de) (Série TV)
- 2008: Alerte maximale (de) (TV)
- 2008: Trois jours à vivre 2
- 2009: Seine Mutter und ich (TV)
- 2009: Furcht und Zittern
- 2010: Die unabsichtliche Entführung der Frau Elfriede Ott
- 2011: Poussières d'amour (TV)
- 2011: Bollywood dans les Alpes (TV)
- 2011: Die Vaterlosen
- 2012: Quatuor pour une enquête (Série TV, 1 épisode)
- 2012: Lilly Schönauer - Liebe auf den zweiten Blick (TV)
- 2013: Die Auslöschung (de) (TV)